# Товарищ (песня)
«Товарищ» («Я песней, как ветром, наполню страну…»; 1969) — песня композитора Олега Иванова на стихи Александра Прокофьева.
Текст песни «Товарищ» появился в результате переработки одноимённого стихотворения Александра Прокофьева (посвящённого А. Крайскому). Книгу Прокофьева порекомендовал Иванову, в то время студенту Барнаульского медицинского института, его приятель. Иванов вспоминал, что мелодия пришла к нему очень быстро. Тогда же на гастролях в Барнауле оказалась Аида Ведищева, которая решила взять в свой репертуар песню начинающего композитора.
В 1969 году песня победила на Всесоюзном радио-конкурсе молодых композиторов. Первыми исполнили ВИА «Веселые Ребята». «Потом эта песня облетела весь Советский Союз и стала гимном молодёжи», — говорила Аида Ведищева. В финале теле фестиваля Песня-71 песню исполнил Лев Лещенко.
В 1975 году песня прозвучала в мультфильме Анатолия Петрова «И мама меня простит».

## Интересные факты
- Строчки «Луна словно репа, а звезды фасоль. / Спасибо, мамаша, за хлеб и за соль» использованы в песне «Вершки и корешки» группы «Гражданская оборона».